# バッファロー・クリーク洪水
バッファロー・クリーク洪水は、1972年2月26日にピッツトン石炭会社の石炭廃棄物の埋め立てによってできた第三貯水ダムの決壊によって発生した災害である。このダムは、アメリカ合衆国ウェストバージニア州ローガン郡の山の斜面に位置していたものであり、災害発生4日前には連邦鉱山検査官は「良好」と診断していた。 
約5億リットル（1億3200万ガロン）、高さ9.1メートル（30フィート）を超える廃水の放出が原因で洪水が生じ、それによってバッファロー・クリーク渓谷沿いにある16の炭坑住民の集落を襲った。洪水により人口5,000人のうち、125人が死亡、1,121人が負傷、4,000人以上が家を失った。 移動式住宅44棟と商業施設30箇所に加え、家屋は507棟が流出した。災害によって、サンダース 、パーディー、ロレード、クラネッコ、ランデール、ストー、クライツ、ラトローブ、ロビネ、アムハーストデール、ベッコ、ファンコ、ブラエホルム、アコビル、クラウン、キスラーの集落で家屋の流出あるいは被害が出た。裁判では、ピッツトン炭坑会社は、この事故を「天災」であるとしていた。 
1968年より始まったバッファロー・クリークのミドルフォークに捨てられた鉱山廃棄物でできた第三ダムが豪雨によって最初に決壊した。 第三ダムからの排水は、続いて第二・第一ダムに覆いかぶさった。第三ダムは、岩盤の上に直接建てられたものではなく、第一・第二ダムの背後に集積された石炭廃棄物の上に建設されたものである。第三ダムが決壊した際、サンダースの集落から約79メートルの高さに位置していた。

## 関連文献
- カイ・T・エリクソン『そこにすべてがあった：バッファロー・クリーク洪水と集合的トラウマの社会学』夕書房、2021年。ISBN 978-4909179074。

Erikson, Kai (1976). Everything In Its Path. Simon and Schuster. pp. 284. ISBN 0-671-24067-6
- ジェラルドM.スターン、 バッファロークリーク災害 ISBN 0-394-72343-0